# Johan Museeuw

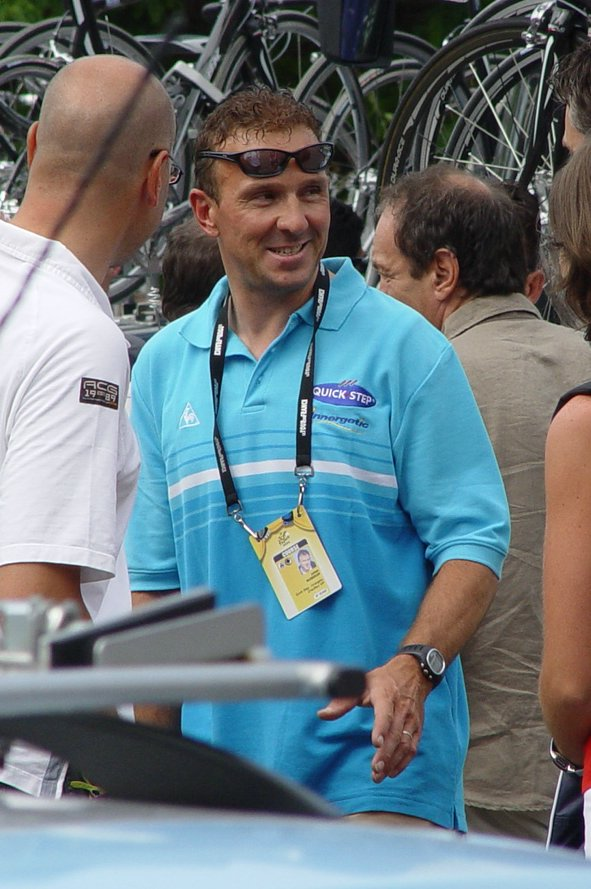
Johan Museeuw 2006

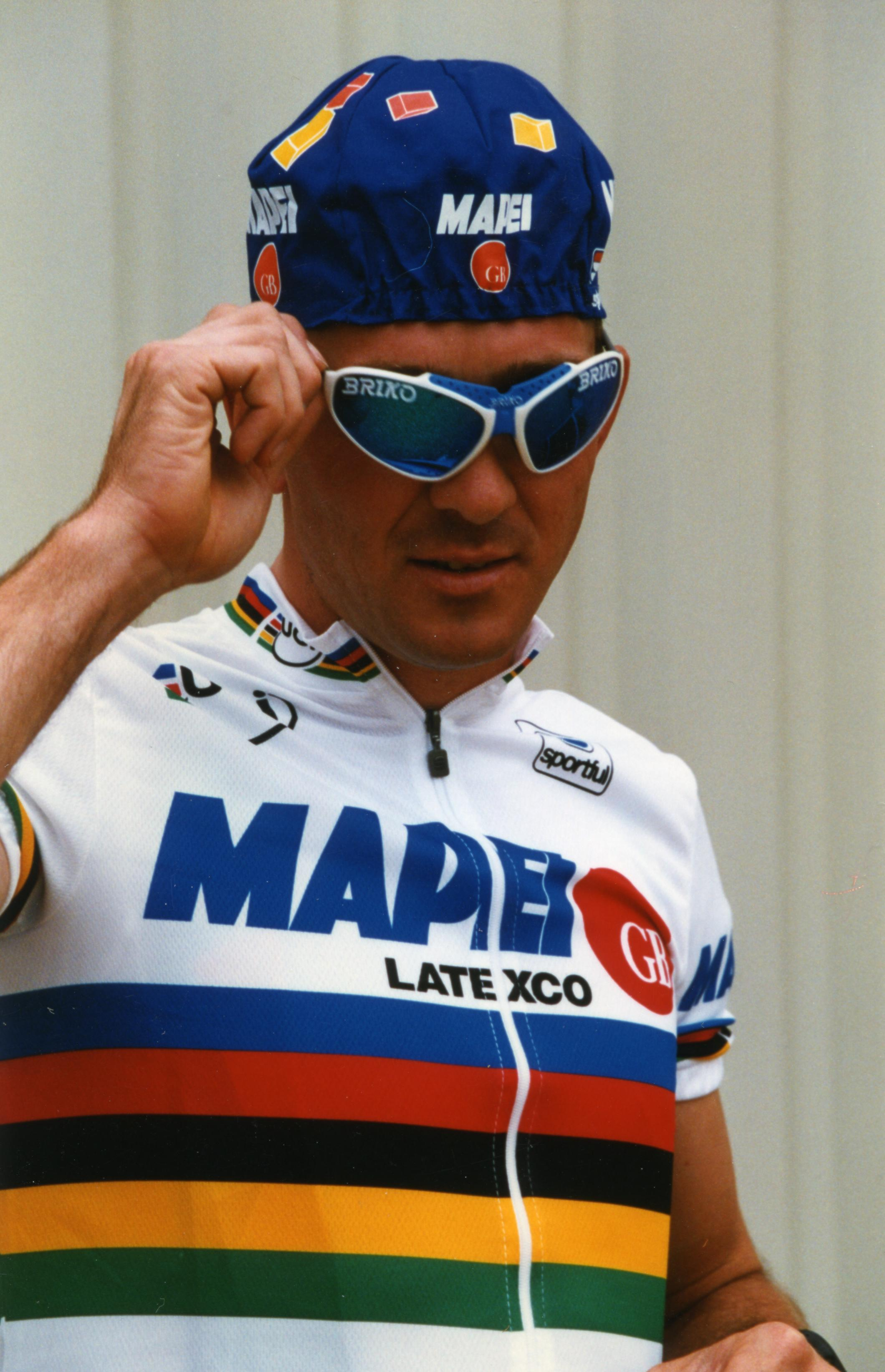
Johan Museeuw beim Critèrium de Leves 1997

Johan Museeuw (* 13. Oktober 1965 in Varsenare) ist ein ehemaliger belgischer Radrennfahrer. Er trug den Spitznamen Löwe von Flandern und galt als der beste Klassikerjäger seiner Generation. Zu seinen größten Erfolgen zählten je drei Siege bei der Flandern-Rundfahrt und Paris–Roubaix, zwei Gesamtsiege des Rad-Weltcups und der Straßenweltmeistertitel 1996. Zum Ende seiner Karriere gab er Doping zu.

## Frühe Jahre
Museeuw wurde in Varsenare geboren und wuchs in Gistel auf. Sein Vater Eddy war zwei Saisons lang ebenfalls Radprofi, wenn auch ohne großen Erfolg. In seiner Jugend und als Amateur war Museeuw im Winter im Cyclocross aktiv und konnte zudem einige kleinere Erfolge im Straßenradsport verzeichnen.

## Werdegang
Museeuw wurde im Jahr 1988 Berufssportler. Zu seinen ersten größeren Siegen gehörten zwei Etappensiege im Sprint bei Tour de France 1990, darunter das Finale auf der Avenue des Champs-Élysées. In den folgenden Jahren entwickelte er sich zum Spezialisten für die klassischen Eintagesrennen und gewann zweimal die Serie der wichtigsten Eintagesrennen, den Rad-Weltcup 1995 und 1996. Je dreimal gewann Museeuw die von Kopfsteinpflasterpassagen geprägten Monumente des Radsports Flandern-Rundfahrt und Paris–Roubaix.
Mit seinen drei Siegen bei der Flandern-Rundfahrt ist er mit fünf anderen Fahren Rekordsieger des Rennens. Sein erster Sieg gelang ihm 1993 im Zweiersprint gegen Frans Maassen. Bei den beiden weiteren Erfolgen 1995 und 1998 beendete er das Rennen jeweils nach einer Soloflucht mit 1:27 Minuten bzw. 47 Sekunden Vorsprung gegenüber seinen Verfolgern.
Museeuw gewann Paris–Roubaix 1996 vor seinen zeitgleichen Mapei-Teamkollegen Gianluca Bortolami und Andrea Tafi, mit denen er auf der elften Pavé-Sektion, über 80 km vor dem Ziel attackierte und im Stil eines Dreier-Mannschaftszeitfahrens einen Vorsprung von 2:38 Minuten auf den viertplatzierten Stefano Zanini herausarbeitete. Auf der Radrennbahn von Roubaix verzichteten die Fahrer auf einen Sprint und fuhren in Formation über die Ziellinie. Der Mapei-Sportdirektor Patrick Lefevere hatte die Reihenfolge zuvor, nach telefonischer Absprache mit Firmenbesitzer Giorgio Squinzi, festgelegt. Ein vierter Mapei-Fahrer, Franco Ballerini, wurde trotz mehrerer Reifenschäden kurz vor dem Ziel Fünfter.
Bei Paris-Roubaix 2000 fuhr Museeuw 60 Kilometer vor dem Ziel mit Frankie Andreu an seinem Hinterrad aus einer kleineren Gruppe heraus. Sie überholten den Führenden Max van Heeswijk. Am Pavé-Sektor von Ennetières setzte sich Museeuw ab und entschied das Rennen mit 15 Sekunden Vorsprung vor seinen Verfolgern für sich. Für Museeuw bedeutete sein zweiter Sieg etwas Besonderes, da er sich zwei Jahre zuvor bei einem Sturz während Paris–Roubaix sein Knie so schwer verletzt und anschließend infiziert hatte, dass es Überlegungen gegeben hatte, das Bein zu amputieren. Bei seinem Sieg 2000 machte Museeuw seine wohl berühmteste Geste: Auf der Ziellinie zeigte er auf sein ausgestrecktes linkes Bein.
Bei seinem dritten Paris-Roubaix-Sieg 2002 löste sich Museeuw nach der Trouée d’Arenberg mit George Hincapie und Steffen Wesemann aus dem Peloton und machte sich auf die Verfolgung der Führenden, deren Vorsprung ständig schmolz. 44 Kilometer vor dem Ziel wurde die Spitzengruppe von ihnen eingeholt. Kurz darauf attackierte Museeuw alleine und gewann mit einem Vorsprung von 3:04 Minuten auf Wesemann.
Sein neben den Klassikersiegen wichtigster Erfolg war der Titelgewinn im Straßenrennen der UCI-Straßen-Weltmeisterschaften 1996 in Lugano. Er konnte sich mit dem Schweizer Mauro Gianetti absetzen und ihn im Sprint schlagen.
Museeuw beendete seine Karriere nach den Frühjahrsklassikern 2004 beim Scheldeprijs, den er nach einer erfolglosen Attacke im Hauptfeld beendete. Zuvor wurde noch einmal Fünfter bei Paris–Roubaix. Am 2. Mai fuhr er in Gistel ein Abschiedsrennen vor 50.000 Zuschauern. Bereits am nächsten Tag begann er seine Tätigkeit als Sportlicher Leiter bei Quick Step.
Das Ende seiner Karriere wurde dabei von einer Dopingaffäre überschattet. Aufgrund von Telefon- und SMS-Abhörprotokollen, die nahelegten, das Museeuw und einige andere belgische Rennfahrer von dem Tierarzt José Landuyt verbotene Mittel (u. a. Aranesp und EPO) erhalten und benutzt hatten, wurde der inzwischen zurückgetretene Museeuw im Oktober 2004 vom belgischen Radsportverband für zwei Jahre gesperrt. Anfang 2007 gab er offiziell zu, auf Doping zur Leistungssteigerung zurückgegriffen zu haben. Im Rahmen dieses Geständnisses trat er zeitgleich von seiner Position als PR-Manager von Quick Step zurück. Im Dezember 2008 befand ein Gericht in Kortrijk Museeuw und die anderen Angeklagten für schuldig. Er wurde deshalb zu einer Haftstrafe von zehn Monaten auf Bewährung und zur Zahlung von 15.000 Euro verurteilt.

## Erfolge (Auswahl)
- Straßenweltmeisterschaften 1996
- Paris-Roubaix 1996, 2000, 2002
- Flandern-Rundfahrt 1993, 1995, 1998
- Meisterschaft von Zürich 1991, 1995
- Amstel Gold Race 1994
- Paris-Tours 1993
- Gesamtwertung Vier Tage von Dünkirchen 1995, 1997
- HEW Cyclassics 2002
- Omloop Het Volk 2000, 2003
- E3-Preis Flandern 1992, 1998

## Platzierungen bei den Monumenten des Radsports
| Monument                 | 1989 | 1990 | 1991 | 1992 | 1993 | 1994 | 1995 | 1996 | 1997 | 1998 | 1999 | 2000 | 2001 | 2002 | 2003 | 2004 |
| ------------------------ | ---- | ---- | ---- | ---- | ---- | ---- | ---- | ---- | ---- | ---- | ---- | ---- | ---- | ---- | ---- | ---- |
| Mailand–Sanremo          | –    | 9    | –    | 3    | 32   | 12   | 12   | 8    | 40   | 36   | –    | 15   | 80   | –    | –    | –    |
| Flandern-Rundfahrt       | 62   | –    | 2    | 14   | 1    | 2    | 1    | 3    | 14   | 1    | 3    | 33   | 16   | 2    | 38   | 15   |
| Paris–Roubaix            | –    | 12   | 16   | 7    | 4    | 13   | 3    | 1    | 3    | –    | 9    | 1    | 2    | 1    | 33   | 5    |
| Lüttich–Bastogne–Lüttich | –    | –    | –    | 36   | 12   | 58   | 13   | –    | 6    | –    | –    | 90   | –    | –    | –    | –    |
| Lombardei-Rundfahrt      | –    | –    | –    | –    | –    | –    | –    | 13   | –    | –    | –    | –    | –    | –    | –    | –    |

## Auszeichnungen
- Vélo d’Or 1996